# Dicrotendipes arcistylus
Dicrotendipes arcistylus är en tvåvingeart som beskrevs av Guha, Das och Chaudhuri 1985. Dicrotendipes arcistylus ingår i släktet Dicrotendipes och familjen fjädermyggor. Inga underarter finns listade i Catalogue of Life.